# Inostemma boscii
Inostemma boscii is een vliesvleugelig insect uit de familie van de Platygastridae. De wetenschappelijke naam van de soort is voor het eerst geldig gepubliceerd in 1807 door Jurine.